# Wappen von Nysa

Wappen von Nysa

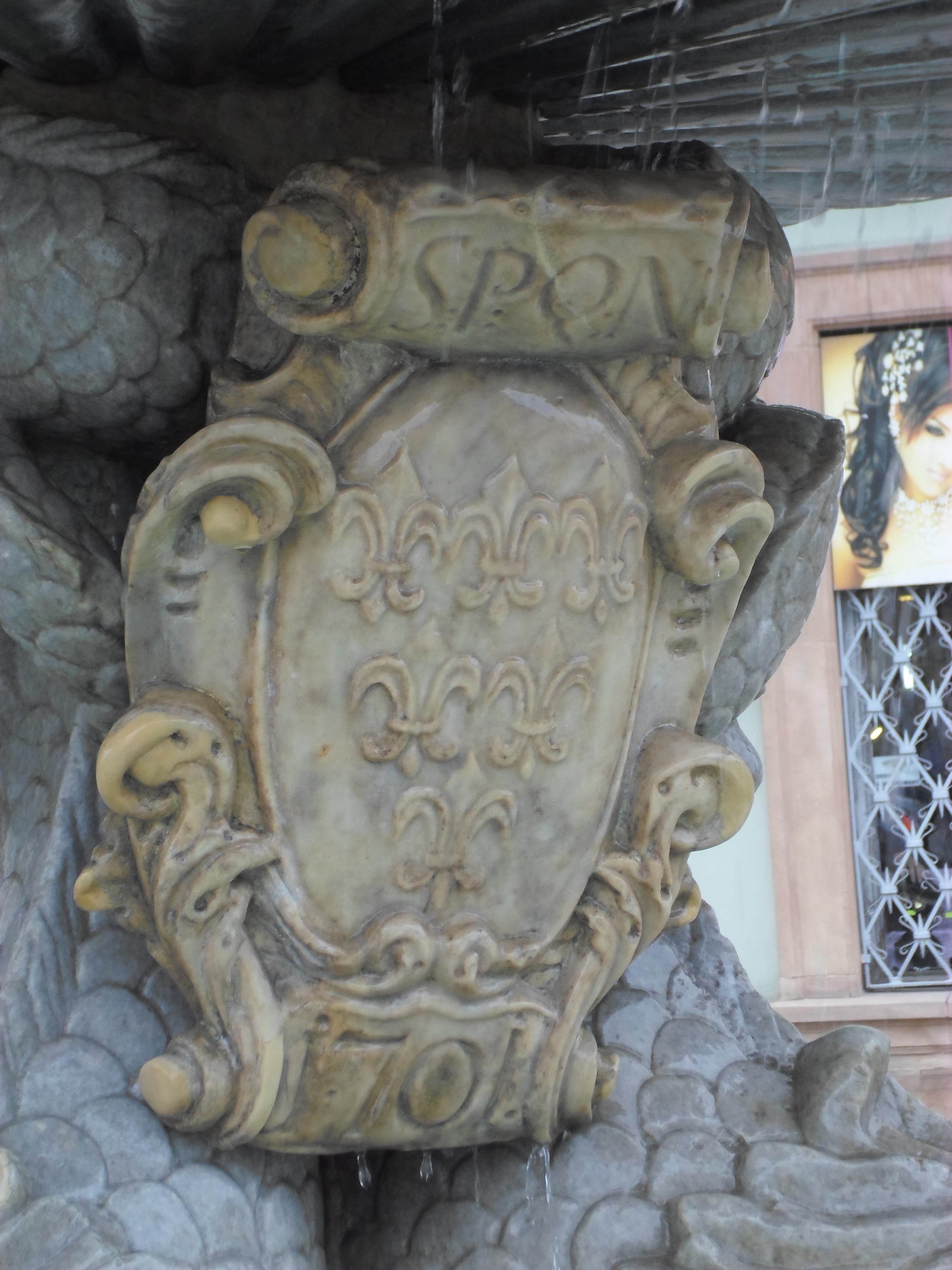
Das Wappen an einem Brunnen

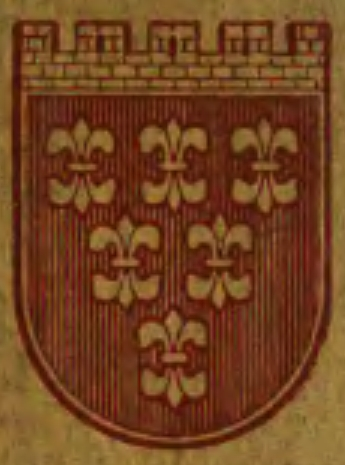
Das amtliche Wappen der Stadt Neisse um 1929 mit Krone

Das Wappen der Stadt Nysa (Neisse) zeigt sechs Lilien.

## Beschreibung
Das Wappen der Stadt Nysa zeigt auf rotem Grund sechs silberne Lilien. Die Lilien sind im Verhältnis drei zu zwei zu eins gestellt.

## Geschichte

### Altes alternatives Wappen
Das alte Wappen zeigt auf silbernem Grund Johannes den Täufer mit Fellgewand, den Patron des Breslauer Doms und des Bistums Breslau. In seiner linken Hand hält er ein aufgeschlagenes Buch, auf dem ein Lamm ruht, mit der rechten Hand deutet er auf das Lamm. Das Fellgewand und das Lamm sind Attribute Johannes’ des Täufers. Zu seinen Füßen, jeweils links und rechts, befinden sich zwei Schilder. Jedes der beiden Schilder zeigt auf rotem Grund drei silberne Lilien, die zwei zu eins gestellt sind. Die Lilien beziehen sich ebenso wie Johannes der Täufer auf das Bistum Breslau: Sie sind Bestandteil des Wappens des Bistums Breslau.
Johannes der Täufer erschien erstmals 1306 in einem Siegel von Neisse.
In Martin Helwigs schlesischer Landkarte von 1561, Johann Siebmachers Wappenbuch aus dem Jahr 1605 und weiteren Veröffentlichungen ist ein Wappen mit drei silbernen Lilien auf rotem Grund dargestellt. Die Lilien sind im Verhältnis zwei zu eins gestellt.

### Ältere Wappen
Das älteste Siegel der Stadt, zugleich das älteste bekannte Siegel einer schlesischen Stadt, befindet sich auf einem Dokument aus dem Jahr 1230. Es zeigt eine dreitürmige Burg mit einem Kleeblattbogen über dem Tor und einem Bischofsstab im Tor.
Ein weiteres Siegel stammt aus dem Jahr 1290. Dieses zeigt einen breiten Zinnenturm mit offenem Tor.
1306 erschien ein weiteres Siegel. Das 66 mm große Siegel zeigt zwei schmale Türme, die mit einem Spitzbogen verbunden sind. Unter dem Bogen erscheint erstmals im Siegel der Stadt Johannes der Täufer. Er segnet mit der rechten Hand einen rechts von ihm knienden Bischof und hält mit der linken Hand ein Lamm mit Nimbusscheibe.